# Ju 52運輸機
Ju 52運輸機（Junkers Ju 52），為德國容克斯公司在1932年至1945年間生產的一款運輸機。由於它的外殼十分堅硬，因此它亦有「容克老姑媽」（德語：Tante Ju；或称容克大婶、容克大妈）、「鋼鐵安妮」等稱號。除了運輸之用途外，它在西班牙內战及第二次世界大戰期間更擔任轟炸的任務；而且，它亦於瑞士航空及漢莎航空等航空公司提供民航服務。
原本該機原型機採用單引擎設計。然而，由於這種設計並不符合當時航空法規之安全要求。於是，容克斯公司便修改設計，於兩翼上各加裝一具引擎，即成為了今天所熟悉的三引擎Ju-52（Ju 52/3m）。

## 設計與發展
Ju 52與公司的上一代運輸機Junkers W33都有類似之處，但機身更大。 早期的機體設計遠在第一次世界大戰時就進行了。在1930年時在德紹的容克廠，Ernst Zindel與他的設計小組就開始針對Ju 52進行結構強化，此機型選用當時稀有的波紋狀杜拉鋁做為金屬蒙皮。 

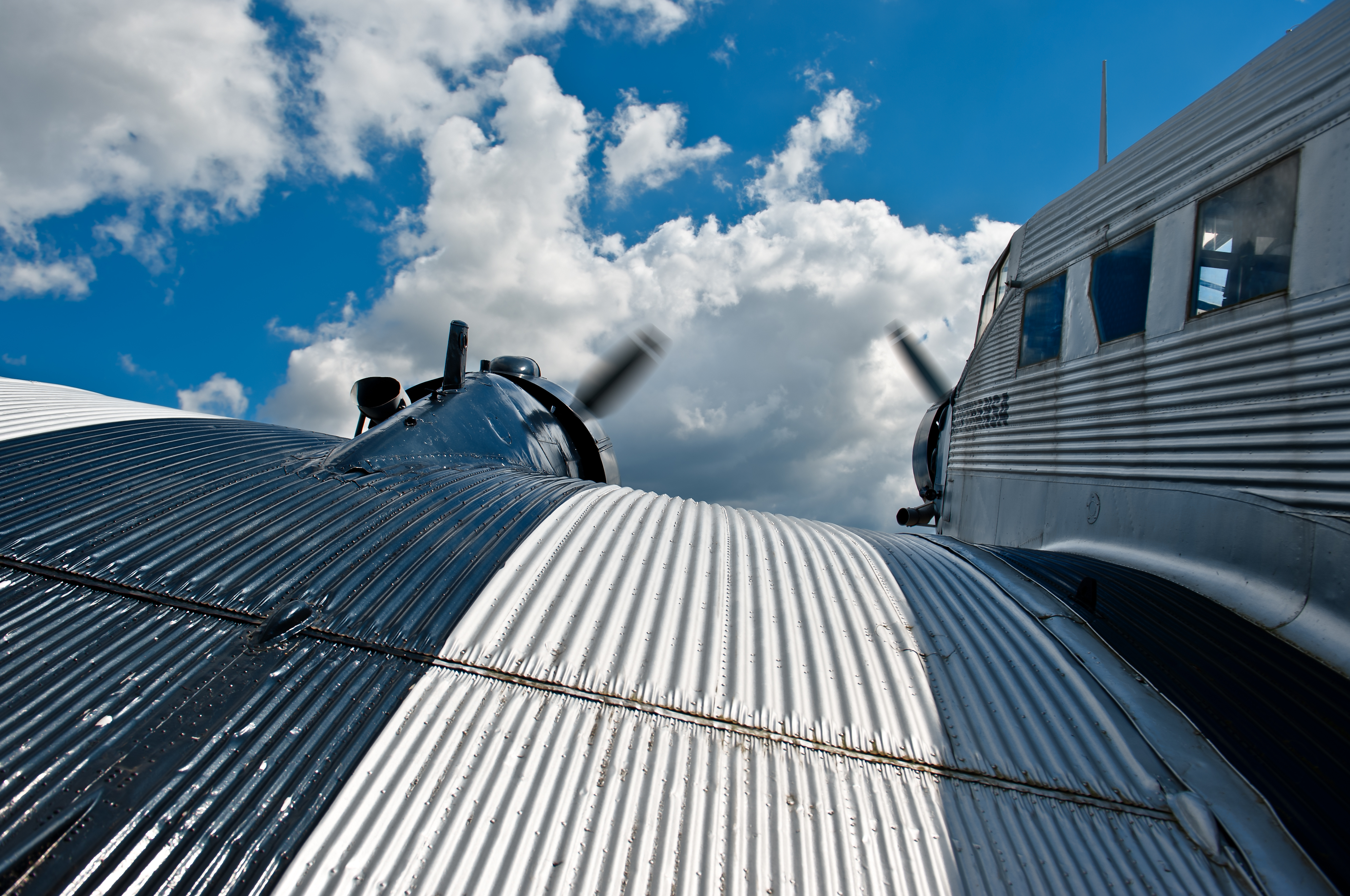
機翼材質

Ju 52有低懸臂樑的機翼，中間的區塊則與機身融合行成底部。形成4對圓形的杜拉鋁翼樑與波紋狀蒙皮以對抗強勁的扭力。 精密的襟翼延著機翼後緣展開。襟翼可以減緩失速速度故Ju 52的機翼設計有雙翼的尊稱。
副翼屬於機翼外側可操作的結構，主要是為了方便控制飛機的角度水平。 水平平衡翼有攜帶可以平衡角度的俯仰翼可以彌補水平平衡翼的不足性，在飛行時都是可以調整的。 所有的控制面都是屬於波紋狀。
最初原本的Ju 52 配置是設計為單發動機運輸機(代號：Ju 52/1m)，可以採用 BMW或是容克生產的液冷型發動機。故單引擎的Ju 52 都會有推力不足的問題，當出廠了7架原型機之後，採用3具星狀發動機的Ju 52(代號：Ju 52/3m)正式問世。 最初選用3具的普惠-黃蜂型星狀發動機，後期的生產型號則採用普惠精緻改良版的574 kW (770 hp) BMW 132發動機，出口型則採用447 kW (600 hp)普惠 R-1340與578 kW (775 hp)布李斯托-飛馬型5號發動機。
Ju 52/3m有2具星狀發動機安裝於機翼上屬於翼弦整流罩設計。

## 操作歷史

### 中國

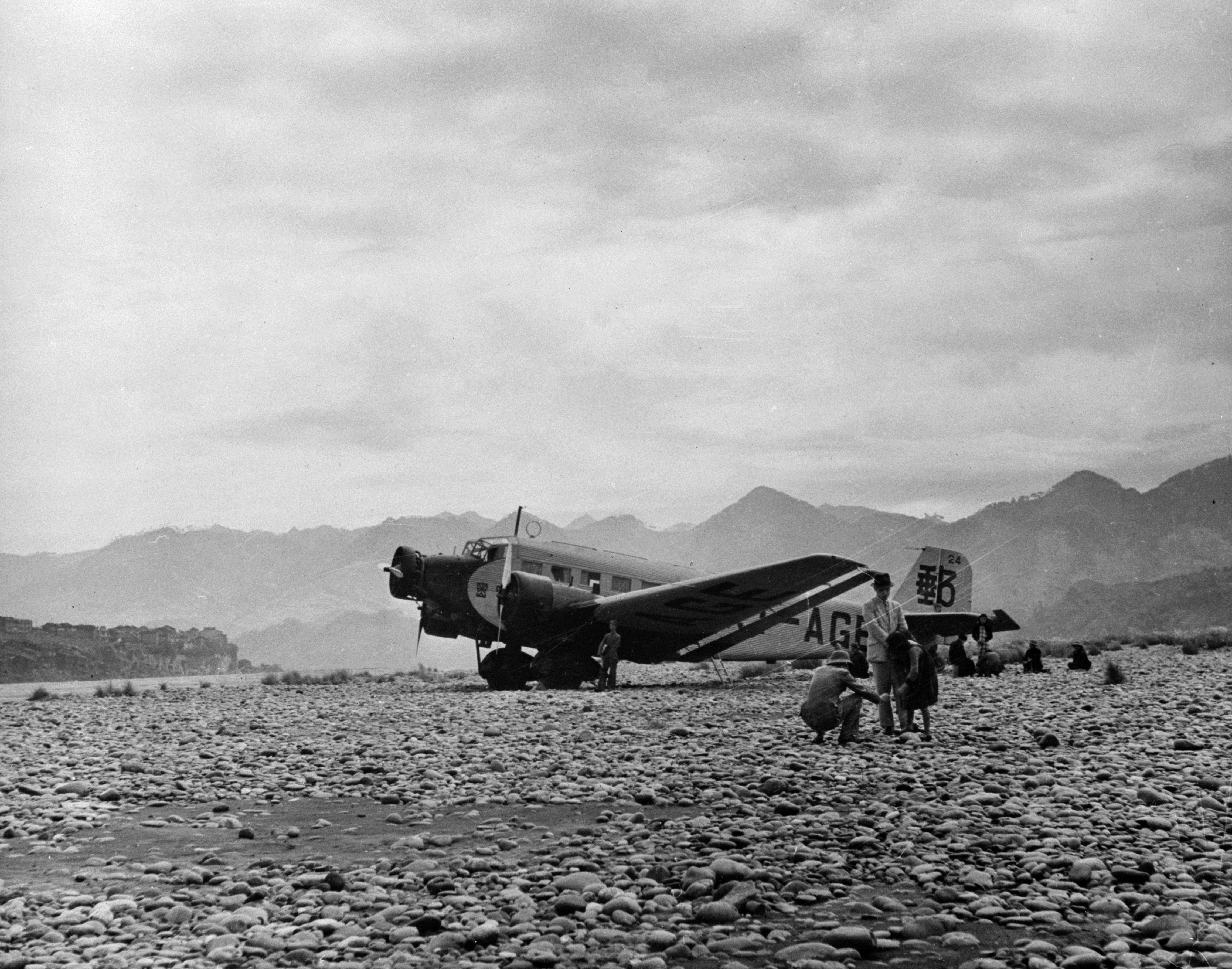
中德合作時期中華民國購買的容克斯Ju 52運輸機於郵政用途

抗戰前德國漢莎航空和中國國民政府合辦的歐亞航空公司是中國最初的航空公司，Ju 52是主力機種，當中第一架Ju 52在1934年來到中國並在該年8月29日至9月6日作飛行測試，合格後被國民政府徵用作為蔣中正的專用飛機，成了中國的空軍一號，西安事變前去營救蔣中正的飛機正是此架。
歐亞航空之後又購買了10架Ju 52，全部於1935年抵達，由於當時歐亞航空的Ju 52運送航空郵件比運送乘客為多，故在機身都被寫上「郵」，1937年，中日戰爭爆發後，歐亞航空總部內遷西安但面臨經營困難，1941年7月，中德兩國正式斷交，歐亞航空名存實亡，德國籍員工回國，1943年，歐亞航空被解散，其Ju 52客機被國民政府接收並用於運送軍用物資直至報廢。

### 歐洲
Ju 52運輸機在第二次世界大戰中發揮了重要的作用。在1940年初希特勒侵略低地各國的時候，它扮演了運輸傘兵的角色，為德國快速攻陷低地國立下功勞。而1941年5月在克里特島戰役中，它更牽引德軍滑翔机，成功空投10,000名傘兵，為戰事贏得勝利，1941年4月6日，德軍攻打南斯拉夫時Ju 52甚至作為轟炸機轟炸南斯拉夫首都貝爾格萊德。
直至第二次世界大戰結束前，它仍是納粹德軍的運輸主力。
第二次世界大戰結束後，德國被解除了武裝，Ju 52也變為民航用途。而法國及西班牙則在1952年以之製造出CASA 352/3m機型，作為歐洲內陸航班之用。此外，Ju 52亦在戰後服役至20世紀80年代，其中有部份至今仍存在。

## 各種類型

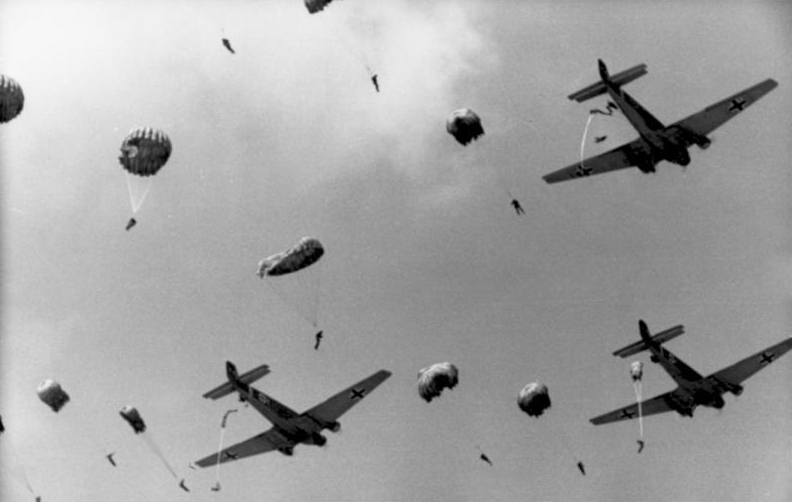
二戰時期Ju 52空投機隊

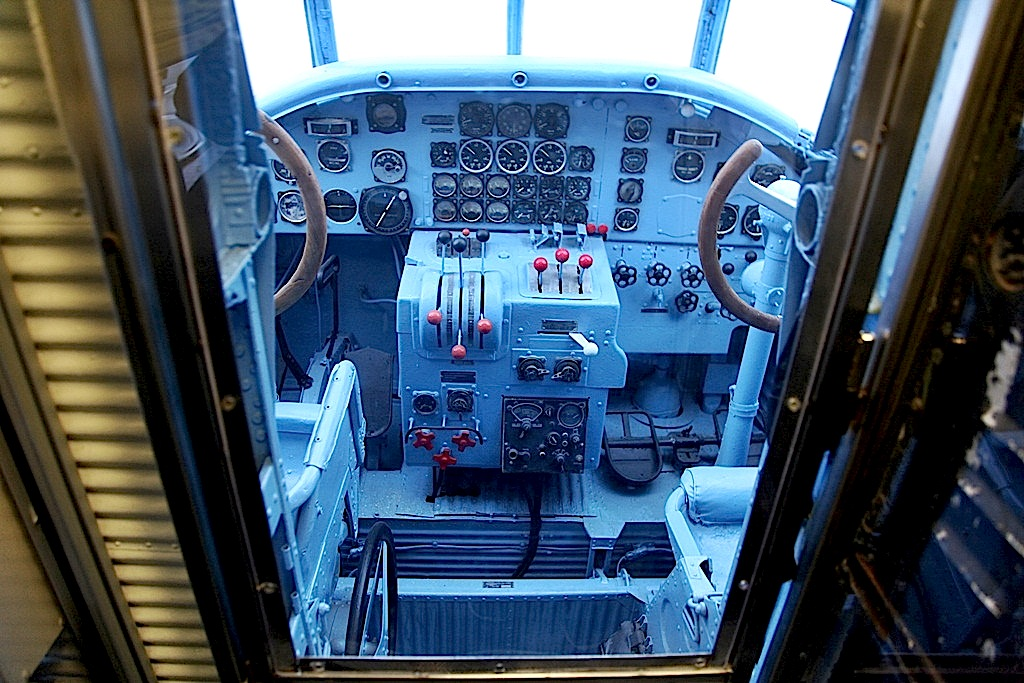
座艙

Ju 52
單引擎運輸機，產量：7架，首飛: 1930年9月3日。
Ju 52/3m
三引擎運輸機，發動機：採用3具普惠 410 kW (550 hp) Hornet發動機，首飛: 1932年3月7日。
Ju 52/3mce
民用型三引擎運輸機。
Ju 52/3mge
針對納粹德國空軍而設計的軍用型轟炸機與運輸機。
Ju 52/3mg3e
增強推力的軍用型，發動機：採用3具BMW 123-A3 541 kW (725 hp)氣冷型發動機。
Ju 52/3mg4e
軍用型，將尾橇置換成尾輪。
Ju 52/3mg5e
增強推力的軍用型，發動機：採用BMW 123T 619 kW (830 hp)氣冷型發動機。
Ju 52/3mg6e
加裝一台簡易型無線電。
Ju 52/3mg7e
加裝自動駕駛儀與大型貨艙出入口。
Ju 52/3mg8e
加裝機體頂艙出入口。
Ju 52/3mg9e
後期生產型，在起落架與滑翔機拖曳齒輪方面給予結構強化。
Ju 52/3mg10e
結構與Ju 52/3mg9e類似，但在機輪方面予以改良。
Ju 52/3mg11e
詳細細節未知。
Ju 52/3mg12e
發動機: 採用BMW 123L 619 kW (830 hp)氣冷型發動機。
Ju 52/3m12e
部分Ju 52/3mg12s轉交給德國漢莎航空。
Ju 52/3mg13e
詳細細節未知。
Ju 52/3mg14e
最後一個德國生產型號。
A.A.C. 1 Toucan
戰後法國型，生產415架。
CASA 352
戰後西班牙型，生產106架。
CASA 352L

C-79
T2B

## Ju 52機體資料
| 型號：         | Ju 52/1m ce                                  | Ju 52/3m ce         | Ju 52/3m g7e               |  |  |  |  |  |
| 生產廠商：     | 容克斯公司                                   | 容克斯公司          | 容克斯公司                 |  |  |  |  |  |
| 成員：         | 2                                            | 2                   | 3                          |  |  |  |  |  |
| 運輸能力：     | 1820 kg (4000 lb) of freight                 | 17名乘員            | 18名乘員或12名傷患         |  |  |  |  |  |
| 長度：         | 18.50 m                                      | 18.90 m             | 18.90 m                    |  |  |  |  |  |
| 翼展：         | 29.50 m                                      | 29.25 m             | 29.25 m                    |  |  |  |  |  |
| 高度：         | 4.65 m                                       | 6.10 m              | 4.5 m                      |  |  |  |  |  |
| 翼面積：       | 116 m²                                       | 110.5 m²            | 110.5 m²                   |  |  |  |  |  |
| 空重：         | 4,000 kg                                     | 5,970 kg            | 6,510 kg                   |  |  |  |  |  |
| 最大離地重量： | 7,000 kg                                     | 9,200 kg            | 9,210 kg                   |  |  |  |  |  |
| 發動機：       | 1具BMW VII                                   | 3具BMW Hornet A2    | 3具BMW 132T                |  |  |  |  |  |
|                |                                              |                     |                            |  |  |  |  |  |
| 極速：         | 195 km/h (121 mph)①                          | 271 km/h (168 mph)② | 265 km/h (165 mph)①        |  |  |  |  |  |
| 巡航速度：     | 160 km/h (100 mph)                           | 222 km/h (138 mph)  | 211 km/h (132 mph)         |  |  |  |  |  |
| 飛航距離：     | 1,000 km (620 mi)                            | 950 km (590 mi)     | 870 km (540 mi)            |  |  |  |  |  |
| 最大升限：     | 3,400 m (11,150 ft)                          | 5,200 m (17,050 ft) | 5,490 m (18,000 ft)        |  |  |  |  |  |
| 爬升率：       | 2,30 m/s① 8.6 min to 1000m 20.5 min to 2000m | 3.90 m/s            | 2.99 m/s                   |  |  |  |  |  |
| 翼負荷：       | 60.34 kg/m²                                  | 83.35 kg/m²         | 99.45 kg/m²                |  |  |  |  |  |
|                |                                              |                     |                            |  |  |  |  |  |
| 武裝系統：     |                                              |                     | 1挺MG 131機槍 2挺MG 15機槍 |  |  |  |  |  |

- ①海平面
- ②900公尺高空

## 相關連結
1919年－1945年德國軍用飛機列表

## 曾經使用的國家
- 美國
- 阿根廷
- 保加利亞
- 哥倫比亞
- 克羅埃西亞
- 法國
- 納粹德國
- 匈牙利
- 挪威
- 秘魯
- 葡萄牙
- 羅馬尼亞
- 斯洛伐克
- 西班牙
- 瑞典
- 瑞士
- 中華民國

## 註解
1. ↑  Grey and Bridgman 1972
2. ↑  Jackson 1960, p. 100.
3. 1 2  Blewett 2007
4. ↑  Originally measured as 690 PS